# Ein El-Bayda
Ein El-Bayda (tiếng Ả Rập: عين البيضا) là một ngôi làng Syria nằm ở phó huyện Wadi al-Uyun ở huyện Masyaf, Hama. Theo Cục Thống kê Trung ương Syria (CBS), Ein El-Bayda có dân số là 319 trong cuộc điều tra dân số năm 2004.